# Gordon Cormier
Gordon Kyle Diez Cormier (Vancouver, Columbia Británica, 9 de octubre de 2009) es un actor canadiense de ascendencia filipina. Interpretó a Joe en The Stand (2020) e interpreta a Aang en la serie de acción en vivo Avatar: The Last Airbender de Netflix.

## Vida y carrera
Cormier es de ascendencia filipina. Creció en Vancouver, Columbia Británica y se interesó en la actuación. Sus padres son Gordon Cormier Senior y Genalyn Cormier.
Él apareció en una serie de dibujos animados canadiense. Su papel debut fue en Get Shorty (2017), donde interpretó al erizo guatemalteco. También apareció en Lost in Space (2018).
Su papel en The Stand (2020) como Joe, un niño que se convierte en el pupilo de Nadine Cross, lo atrajo a la atención del público.
Gordon Cormier también ha prestado su voz para dos series televisivas: Vamos Zenko (2022) como Luis en 13 episodios y Ready Jet Go! Space Camp (2023) como Mitchell Peterson.
En agosto de 2021, fue elegido como el personaje principal Aang en Avatar: The Last Airbender, una nueva versión de acción en vivo de Netflix de la serie animada del mismo nombre.

## Filmografía

### Televisión
| Años          | Título                      | Papel              | Notas                                |
| ------------- | --------------------------- | ------------------ | ------------------------------------ |
| 2019          | Get Shorty                  | Erizo guatemalteco | Episodio: "What To Do When You Land" |
| 2019          | A Christmas Miracle         | Jacob              | Película original de Hallmark        |
| 2019          | Lost in Space               | Joven              | Episodio: "Ninety-Seven"             |
| 2020          | The Stand                   | Joe                | 8 episodios; papel recurrente        |
| 2021          | Two Sentence Horror Stories | Charles joven      | Episodio: "Imposter"                 |
| 2024-presente | Avatar: The Last Airbender  | Avatar Aang        | Protagonista, serie de TV Netflix    |